# Saint-Philbert-sur-Risle
Saint-Philbert-sur-Risle är en kommun i departementet Eure i regionen Normandie i norra Frankrike. Kommunen ligger i kantonen Montfort-sur-Risle som tillhör arrondissementet Bernay. År 2022 hade Saint-Philbert-sur-Risle 824 invånare.

## Befolkningsutveckling
Antalet invånare i kommunen Saint-Philbert-sur-Risle
Referens:INSEE